# Выборгский сад
Выборгский сад — сад в Выборгском районе Санкт-Петербурга. Расположен на углу Большого Сампсониевского проспекта и улицы Комиссара Смирнова, простирается до Выборгской улицы. Площадь сада составляет 2,56 га

## История
Первоначально небольшой сад был разбит при особняке известного петербургского мецената и религиозного реформатора В. А. Пашкова (современный дом № 17 по улице Комиссара Смирнова), построенном в 1872—1874 годах. В 1884 году Пашков вместе с группой его сторонников — евангельских христиан — выслали из столицы, а особняк перешёл к государству. После революции в особняке располагался районный комитет большевиков, далее — школы. С 1988 года здание занимает средняя школа № 560.
7 ноября 1927 года, к 10-й годовщине революции, в соседнем доме № 15 был открыт Выборгский Дворец культуры. Он был сооружён по проекту архитекторов Г. А. Симонова, А. И. Гегелло и Д. Л. Кричевского с использованием недостроенного дома «Выборгского кооперативного товарищества» (1913—1916 гг., архитекторы А. И. Зазерский, В. В. Старостин). Пустырь возле Дворца культуры благоустраивался с 1928 по 1934 год. Этапы благоустройства можно проследить по архивным фотографиям: например, на фотографии из путеводителя по Ленинграду 1933 года виден павильон читальни (при библиотеке ДК) на территории сада и читающая публика на садовых скамейках. В состав сада также вошла территория возле бывшего особняка Пашкова. Официально открытие сада датируется 1934 годом.
Заново Выборгский сад был благоустроен после войны, в конце 40-х годов.

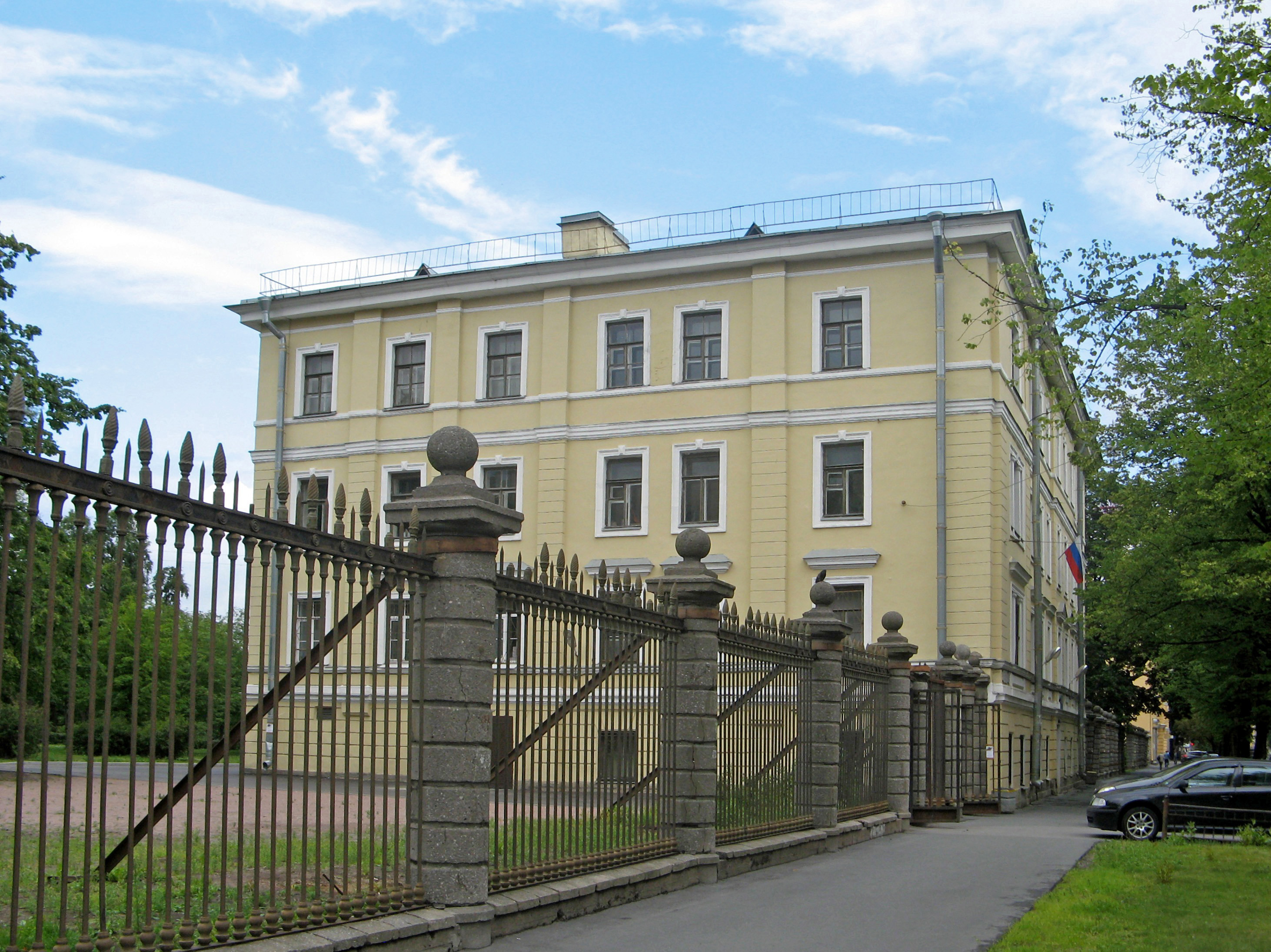
Особняк Пашкова (школа № 560) и ограда Выборгского сада с подпорками, 2015 год

«По инициативе трудящихся Выборгской стороны, на углу проспекта К. Маркса и Ломаного переулка создается сад отдыха. 31 мая 400 человек трудящихся района, взявших шефство над созданием сада, вышли на работу по благоустройству территории сада». (1948 г.)
В 1951—1953 годах сад был обнесен оградой. Ограда представляет собой ряды металлических прутьев-копий между бетонными пилонами-столбами, увенчанными шарами. За образец для подражания взята решетка у Ассигнационного банка на Садовой улице (дом № 21, автор Д. Кваренги). Такого рода ограждения распространились в годы послевоенного благоустройства по всей стране, став непременным атрибутом городских садов и стадионов.

## Современное состояние
В середине 2011 года в петербургских СМИ появились публикации об аварийном состоянии ограды Выборгского сада, которая начала крениться, а в столбах образовались трещины. В целях снижения нагрузки на столбы ОАО «Садово-парковое предприятие „Выборгское“», обслуживающее сад, установило подпорки.
В феврале 2012 года в Выборгском саду была проведена вырубка аварийных деревьев. Работы также производило ОАО «Садово-парковое предприятие „Выборгское“».